# Manhattan
Manhattan (pronunciado en inglés: mænˈhæt.ənⓘ) es una isla situada en la desembocadura del río Hudson en el norte del puerto de Nueva York. También es uno de los cinco distritos (boroughs) que forman parte de la ciudad de Nueva York, Estados Unidos.
El distrito tiene los mismos límites que el condado de Nueva York e incluye la isla de Manhattan, así como varias islas más pequeñas (Roosevelt, Randall, entre otras) y también una pequeña porción de tierra continental (Marble Hill, que geográficamente está en el Bronx, pero políticamente pertenece al condado de Nueva York). En el año 2018 la población era de 1 628 701 personas. El condado de Nueva York es el de menor área de la ciudad.
Manhattan también es conocido como "El centro de la ciudad de Nueva York".

## Toponimia
El nombre de Manhattan deriva de la palabra Manna-hata, como está escrito en el libro de registro de Robert Juet de 1609, un oficial en el yate de Henry Hudson. Un mapa de 1610 muestra el nombre Manna-hata, dos veces, en los lados este y oeste del río Mauritius (hoy, Hudson). La palabra Manhattan se ha traducido como "isla de muchas colinas" de la lengua lenape.

## Historia

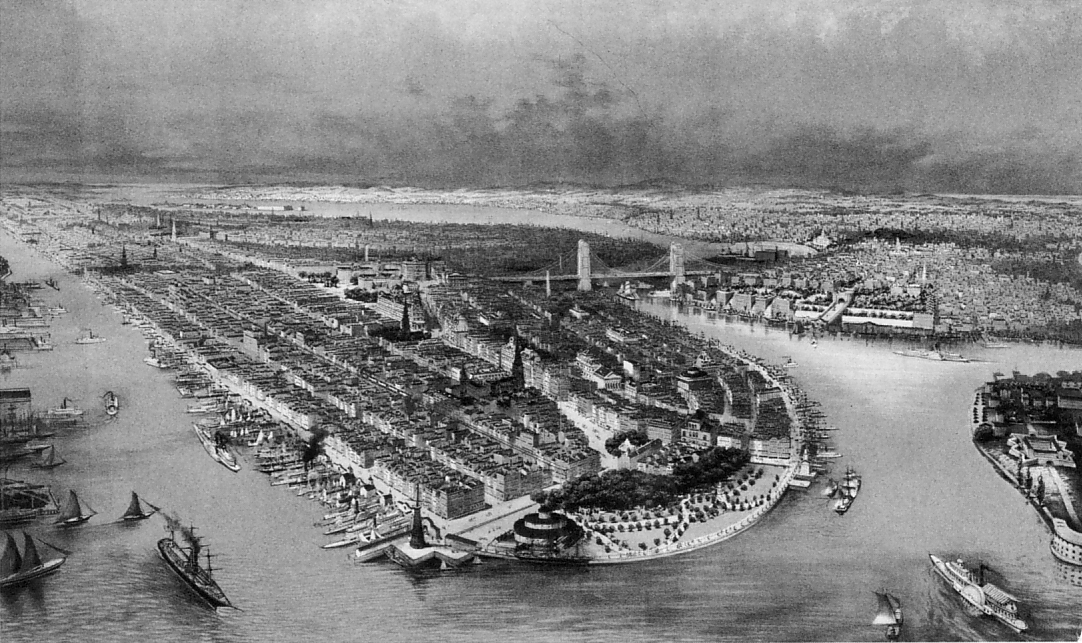
Vista aérea de Manhattan, dibujo c. 1880.

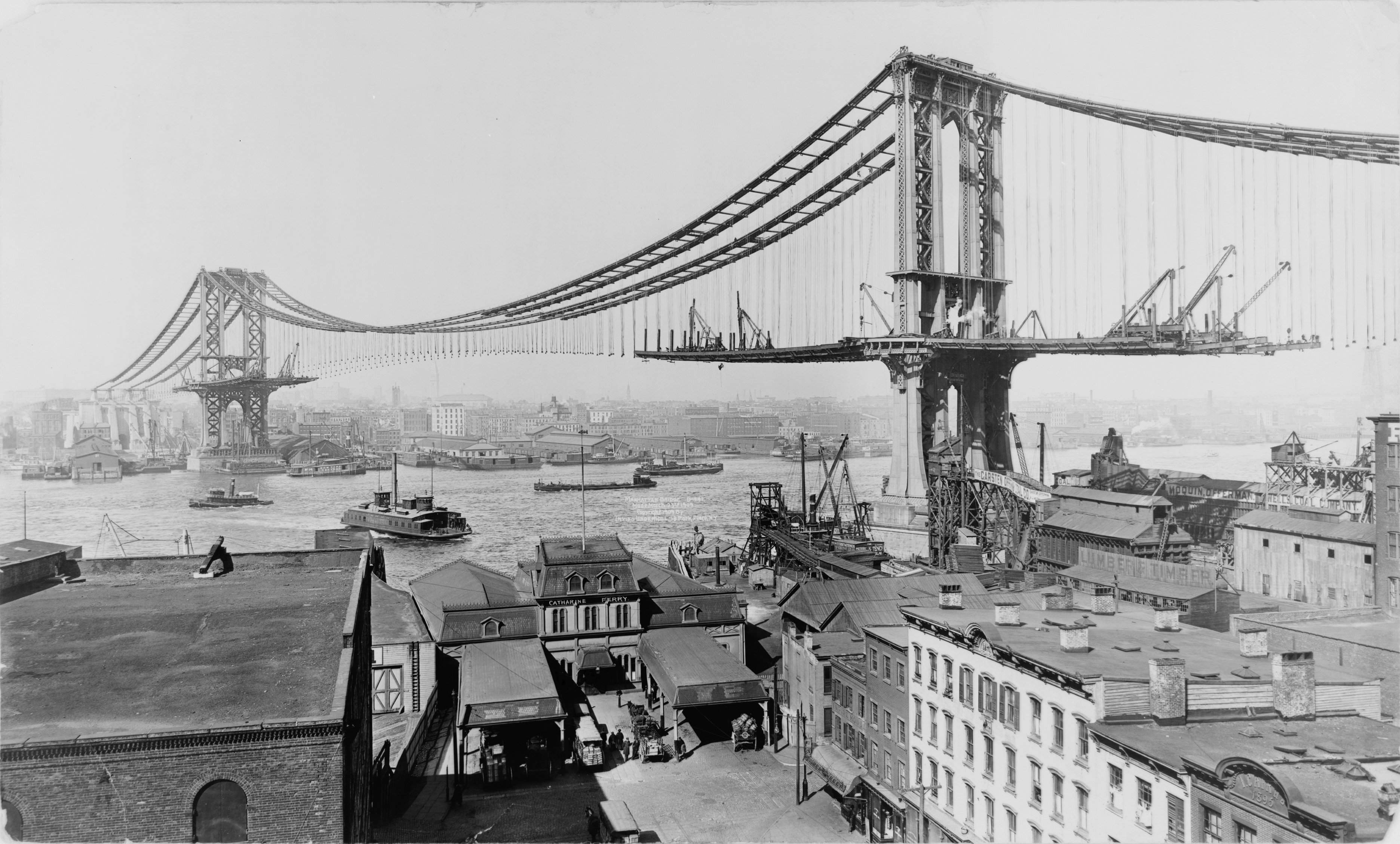
Construcción del puente de Manhattan, 1909.

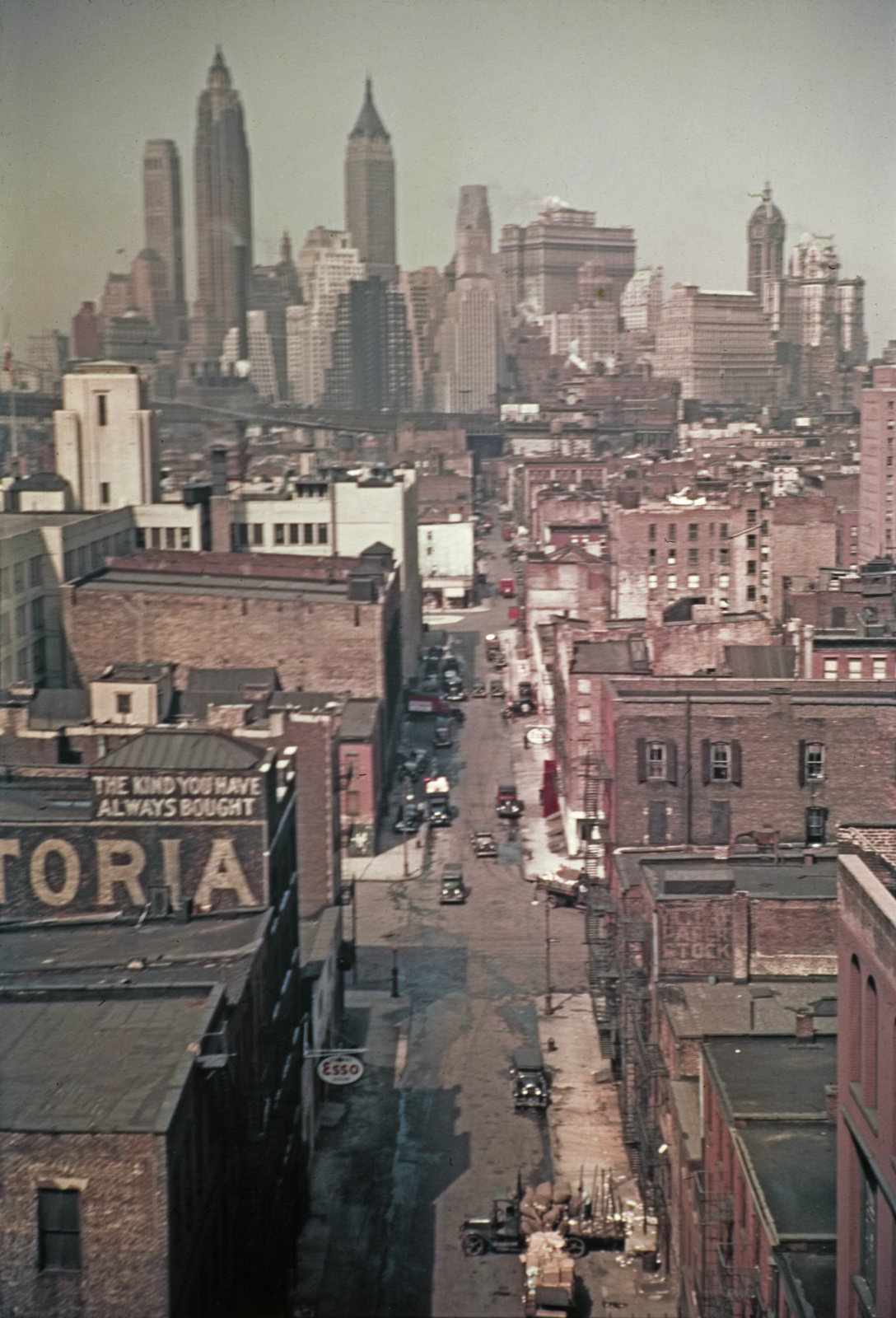
Manhattan en 1938 (fotografía Agfacolor).

El nombre Manhattan viene de los idiomas de los habitantes primitivos del área. La historia presenta una interpretación popular que enfatiza la forma como esta isla fue comprada el 24 de mayo de 1626 al pueblo de los lenape por colonos neerlandeses, en particular Peter Minuit quien adquirió la isla de Manhattan por 60 florines neerlandeses, lo que supuestamente equivaldría a 24 dólares estadounidenses de la época (unos 1000 dólares de 2006). Con esto se establecieron unas 30 familias judío-neerlandesas dos años después, llegando desde Brasil, cuando los Países Bajos devolvió a Portugal la colonia sudamericana que había perdido cinco décadas antes, y fundaron la ciudad de Nueva Ámsterdam donde ahora se encuentra el downtown. Esta ciudad se convirtió en la capital del territorio de Nueva Holanda, colonia neerlandesa de breve existencia. En 1664 pasó a la administración inglesa tras una resistencia relativamente débil de los neerlandeses, en parte debida al descontento de la población con el gobernador Peter Stuyvesant.
Los ingleses cambiaron el nombre de la ciudad por el de New York, bautizada así en honor del Duque de York, quien luego sería el Rey católico Jacobo II de Inglaterra. El condado de Nueva York es uno de los doce condados originales del Estado de Nueva York, creados en 1683. En el momento de su creación tenía la misma extensión que la ciudad de Nueva York y ocupaba toda la isla de Manhattan, la misma área que ocupa hoy día.

### Plan de los Comisarios de 1811
El Plan de los Comisionados de 1811 es un plan urbanístico de la ciudad de Nueva York. A este plan se le considera «el documento más importante en el desarrollo de la ciudad de Nueva York». Este plan ha sido descrito como abarcando la «predilección republicana por el control y el equilibrio ... [y] la desconfianza a la naturaleza». Los comisionados para el diseño de los planos fueron John Randel Jr.; quien era el comisionado principal, Gouverneur Morris, John Rutherfurd y Simeon De Witt. Desde sus primeros días el plan fue criticado por su monotonía y rigidez, en comparación con los patrones de calles irregulares de las ciudades más antiguas; pero en los últimos años se le ha visto más favorablemente por parte de los planificadores urbanos.

### Desde 1873
En 1873, la parte occidental del actual condado del Bronx fue transferida al condado de Nueva York, desde el condado de Westchester, y en 1895 la parte restante del Bronx también fue transferida al condado. En 1914 aquellas partes constituyeron el nuevo condado del Bronx.
El crecimiento de la población fue relativamente lento hasta llegar a la primera mitad del siglo XIX, cuando se fueron difundiendo y desarrollando las nuevas actividades industriales (la propia Revolución industrial) y el comercio consiguiente, cuando ya existían los Estados Unidos como país independiente (desde fines del siglo XVIII). La expansión del núcleo original de Nueva York (downtown Manhattan) afectó a toda la isla y el desarrollo de los ferrocarriles a partir de mediados del siglo XIX (que servían para abastecer a las ciudades de todo tipo de productos) fue en gran parte responsable de que fuera una de las primeras ciudades del mundo en alcanzar los cuatro millones de habitantes. Por ello es que O. Henry escribió una obra, una colección de cuentos breves, que tituló Los cuatro millones y que hacía referencia al número de habitantes de Nueva York a comienzos del siglo XX y al hecho de que eran cuatro millones de historias que contar. Es el centro económico y social de la ciudad (Nueva York) más poblada de la costa este norteamericana. Albergó el Centro de Comercio Mundial hasta el ataque terrorista del 11 de septiembre de 2001.

## Geografía

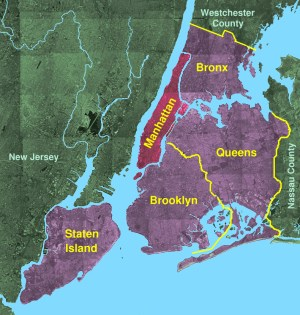
Plano de Nueva York, indicando el distrito de Manhattan, en rojo.

El condado de Nueva York y el distrito de Manhattan tienen los mismos límites (son coextensivos). Como parte de la ciudad de Nueva York, el condado no tiene otras subdivisiones políticas. Ocupa toda la isla de Manhattan, rodeada por los ríos Este, Harlem y Hudson. También incluye algunas islas más pequeñas como la isla Roosevelt (antiguamente se llamaba isla Welfare, y anteriormente aún “Isla Blackwell"), la isla U Thant (oficialmente conocida como isla Belmont), y una pequeña porción de tierra continental (Marble Hill) contigua al Bronx. Marble Hill fue originalmente parte de la isla de Manhattan; pero el canal del río Harlem, excavado durante el siglo XIX para mejorar la navegación en el río Harlem, lo separó de Manhattan.

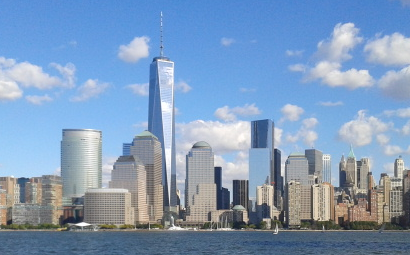
Panorama urbano del Bajo Manhattan (2013) visto desde Nueva Jersey.

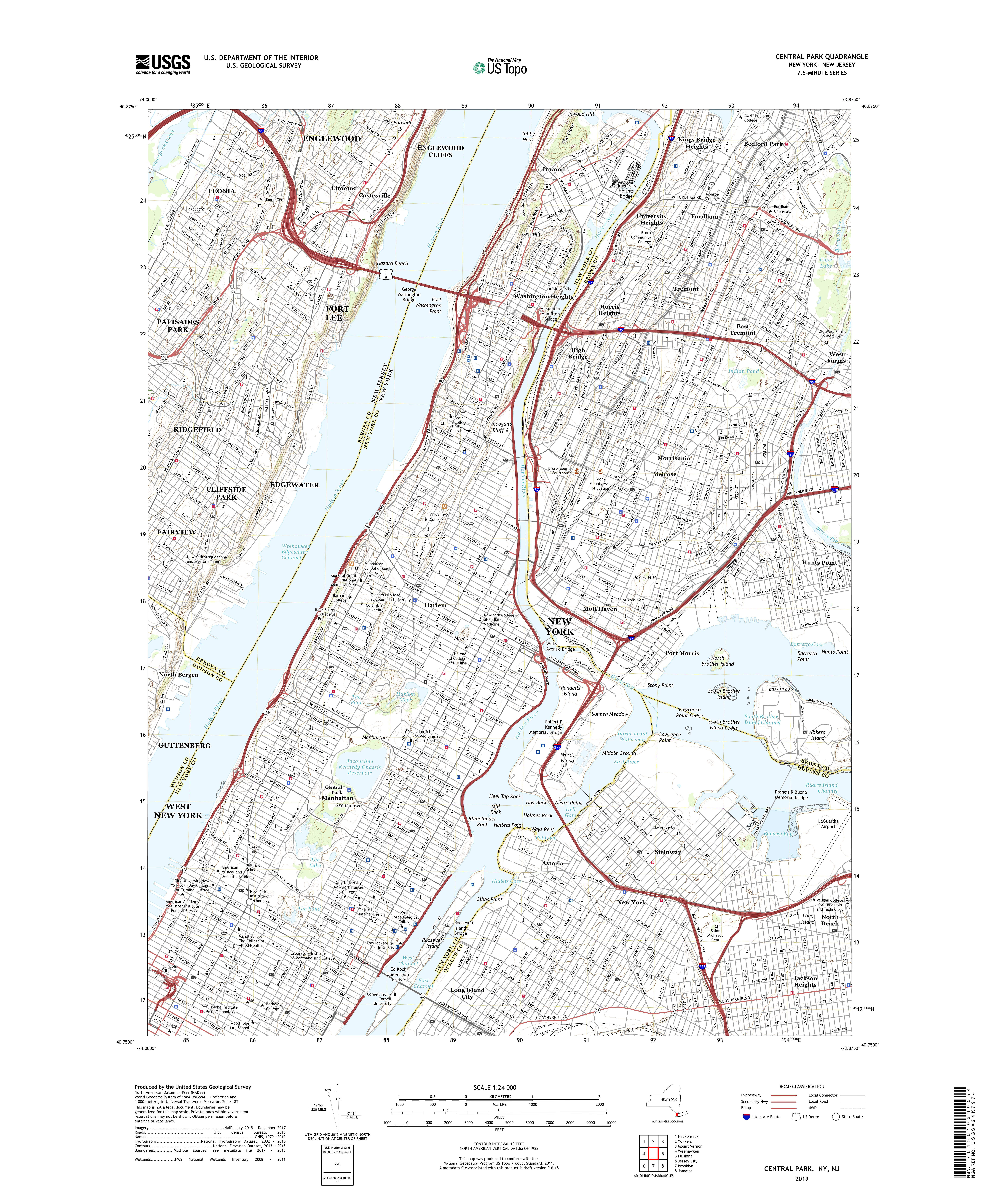
Mapa de 2019, del USGS, que abarca parte de Manhattan.

La isla de Manhattan tiene 21,5 km de largo.
El condado de Nueva York tiene un área total de 87,5 km², de los cuales 59,5 km² son de tierra y 28,0 km² son de agua (68% terrestre y 32% acuática).
Manhattan está conectada por puentes y túneles a Nueva Jersey en el oeste y a tres distritos de Nueva York: El Bronx en el noreste y Queens y Brooklyn en Long Island al este y al sur. Su única conexión directa con el quinto distrito de la ciudad es el “Staten Island Ferry”, cuya terminal se encuentra en Battery Park en su extremo sur.
Cada 28 de mayo y 12 de julio sucede el denominado Manhattanhenge. Tanto el amanecer como al ocaso, el sol es visible en el horizonte desde el nivel de las calles al estar alineado con su trazado.

### Monumentos

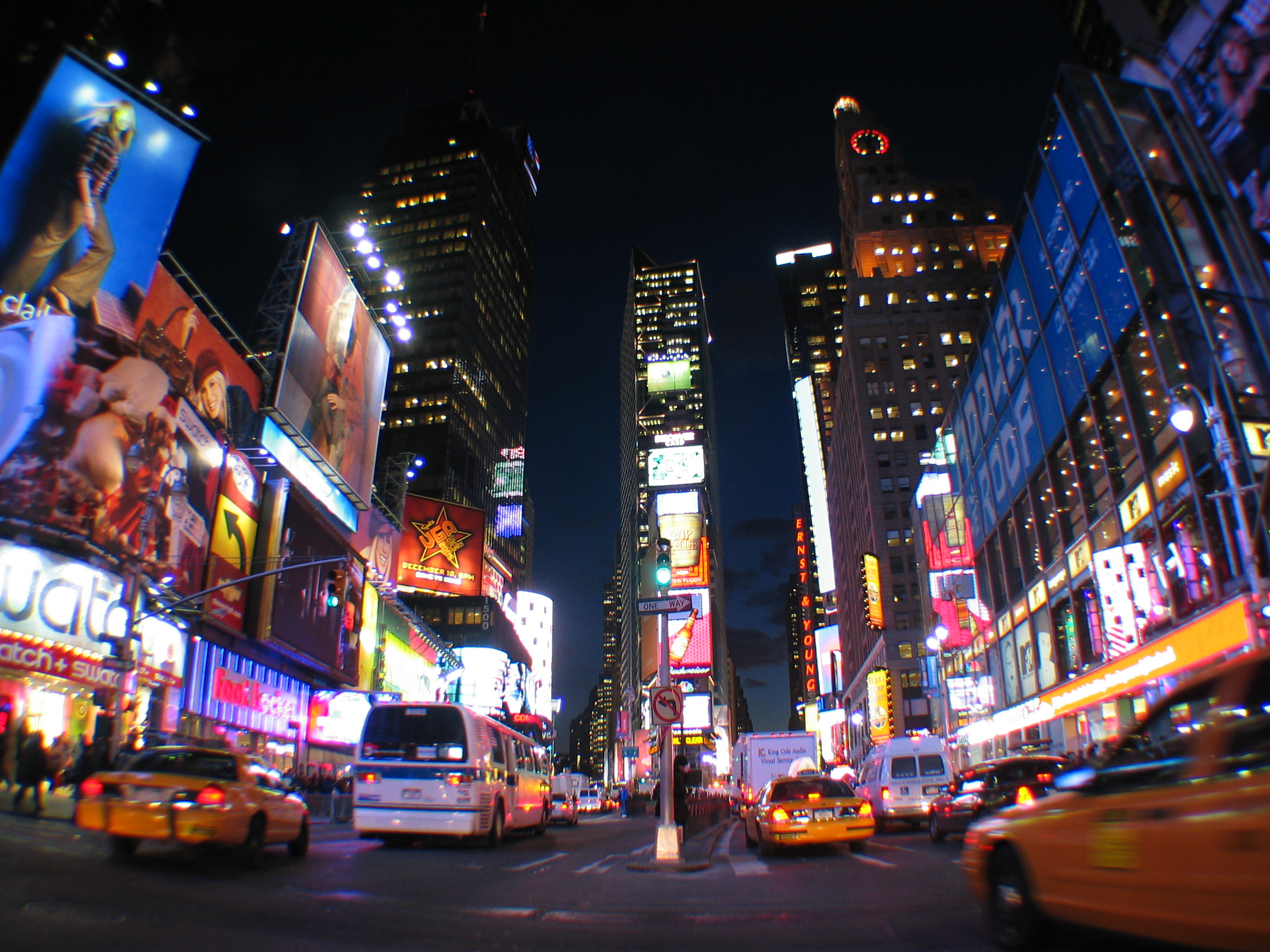
Times Square.

El Edificio Empire State, el Edificio Chrysler, el Rockefeller Center, el distrito de los teatros alrededor de Broadway, Columbia University, el centro financiero alrededor de Wall Street, “Lincoln Center for the Performing Arts”, Harlem, el “American Museum of Natural History”, y también el Centro de Comercio Mundial, es muy importante ya que el 11 de septiembre de 2001 (23 años) las Torres Gemelas fueron derrumbadas a causa de Atentados del 11 de septiembre de 2001. Chinatown y el Central Park están todos localizados en esta isla densamente poblada.
Además del Times Square, la Quinta Avenida donde se encuentra gran parte del movimiento comercial, el Metropolitan Museum o el referente en arte moderno, el MoMA y el Madison Square Garden de Penn Plaza.

### «Alto» y «Bajo» Manhattan
En Manhattan, los adjetivos «alto» o «bajo», no denotan tanto una diferencia de altitud (prácticamente nula) entre un sector y el otro, como sí, una diferencia de latitud. El Alto Manhattan se encuentra en la parte más septentrional de la isla mientras que el Bajo Manhattan lo hace en la zona meridional de la misma y, además, en cualquier forma de transporte o localización, y ello se debe a que los ríos (el Hudson en poniente y el Este en levante) que rodean la isla se desplazan de norte a sur, dispuestos de forma paralela entre sí y también con respecto a la ínsula. Así pues, decir uptown train es referirse a un subterráneo que va al norte, mientras que ir a un restaurante que se encuentra three blocks downtown estará a tres cuadras o manzanas hacia el sur desde el lugar que sirve de referencia. Uptown también puede referirse a la parte norteña de Manhattan (más allá de la calle 59) y downtown a la sureña (antes de la calle 23 o la calle 14). El área media, entre las calles 23 y 59 es conocido como el Medio Manhattan.
Estas denominaciones se deben a que la isla tuvo, desde el propio siglo XVII, tres núcleos poblados y su ubicación original en la propia configuración de la isla prevaleció con el tiempo al propio crecimiento urbano de la ciudad. El camino que originalmente unía a las tres poblaciones es el que se conserva hoy en día con el nombre de Broadway (Camino ancho), que es la única avenida de Manhattan que no es recta: evidentemente, sigue el trazado original del siglo XVII, del camino que unía los tres pueblos.
Como la propia ciudad de Nueva York se construyó originalmente en la punta meridional insular y siguió siendo durante siglos la parte más importante de población, es decir, el casco antiguo, original, financiero y comercial, todas las demás ciudades norteamericanas tomaron «prestado» el término downtown para referirse al núcleo principal de cada una, aunque fuese una idea que no tuviese correspondencia con el propio relieve o topografía de la localidad. El puerto también se ubicó alrededor de ese centro, lo que contribuyó también a reforzar esta idea. De esta manera, el uso del término downtown en Nueva York difiere de otras ciudades estadounidenses donde el centro financiero y urbano más importante de la ciudad puede no estar en la parte más baja del relieve. La importancia que adquirió Nueva York durante el siglo XX, convirtió al centro financiero original, el “Distrito Financiero” que se encuentra en el Bajo Manhattan, es decir en el casco urbano original de la ciudad, en insuficiente, por lo que surgió muy pronto la necesidad de expandir sus funciones al nuevo distrito financiero ubicado en el Medio Manhattan.
La locución «Bajo Manhattan» es usada comúnmente para referirse a la parte meridional de la isla, particularmente al sector situado al sur de la calle Houston, donde las calles tienen nombres, no son numeradas y no siguen la cuadrícula del resto de la isla. Así, el límite original de la ciudad se encontraba en Wall Street, que era el lugar que ocupaba la muralla que rodeaba la ciudad por el norte (de ahí su nombre). Esta es una idea similar a lo que ocurrió en Europa, donde las murallas que rodeaban las ciudades medievales fueron convirtiéndose con el tiempo en avenidas de circunvalación.

### Barrios

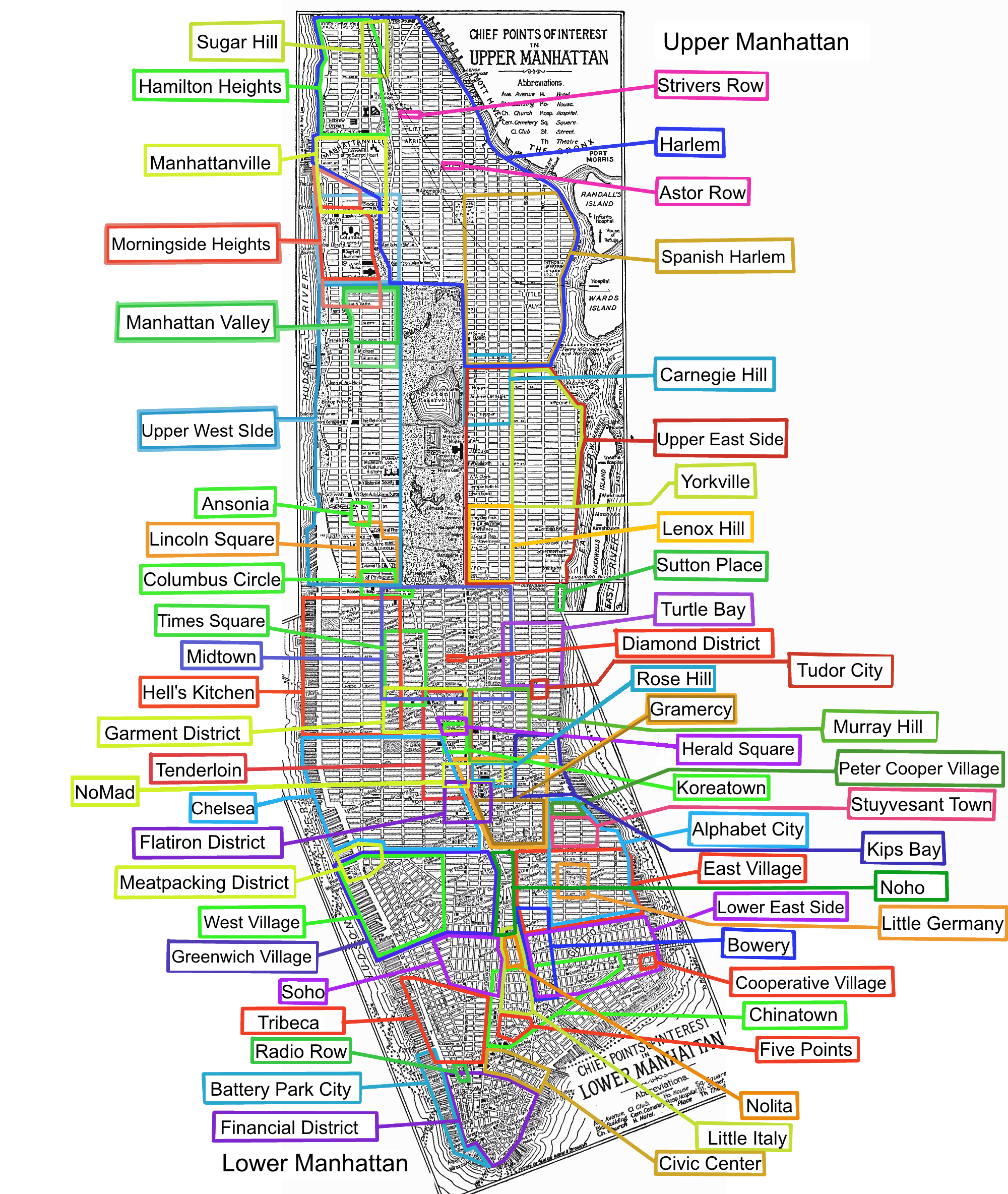
Mapa de las subdivisiones de Manhattan,Nueva York.

Como toda ciudad grande, Manhattan tiene varios barrios distintivos, cada uno con su propia personalidad. De norte a sur se organiza resumidamente de la siguiente manera:
- Marble Hill (separado de la isla de Manhattan).
- Inwood (vecindario residencial relativamente modesto).
- Washington Heights (vecindario residencial modesto).
- Harlem (antiguo gueto negro, las condiciones socioeconómicas han mejorado considerablemente).
- Morningside Heights.
- Spanish Harlem (vecindario mayoritariamente puertorriqueño).
- Upper West Side (vecindario residencial acomodado).
- Central Park.
- Columbus Circle.
- Yorkville.
- Upper East Side, (vecindario residencial y comercial bastante acomodado).
- Roosevelt Island, (vecindario residencial).
- Puente de Queensboro.
- Hell's Kitchen.
- Medio Manhattan.
- Madison Square Garden.
- Chelsea.
- Murray Hill.
- Greenwich Village, (vecindario residencial acomodado, tradicionalmente habitado por artistas).
- East Village.
- SoHo.
- NoLIta.
- Little Italy.
- Lower East Side.
- Bowery.
- Chinatown.
- Puente de Manhattan, (abierto en 1909).
- Puente de Brooklyn, (abierto en 1883).

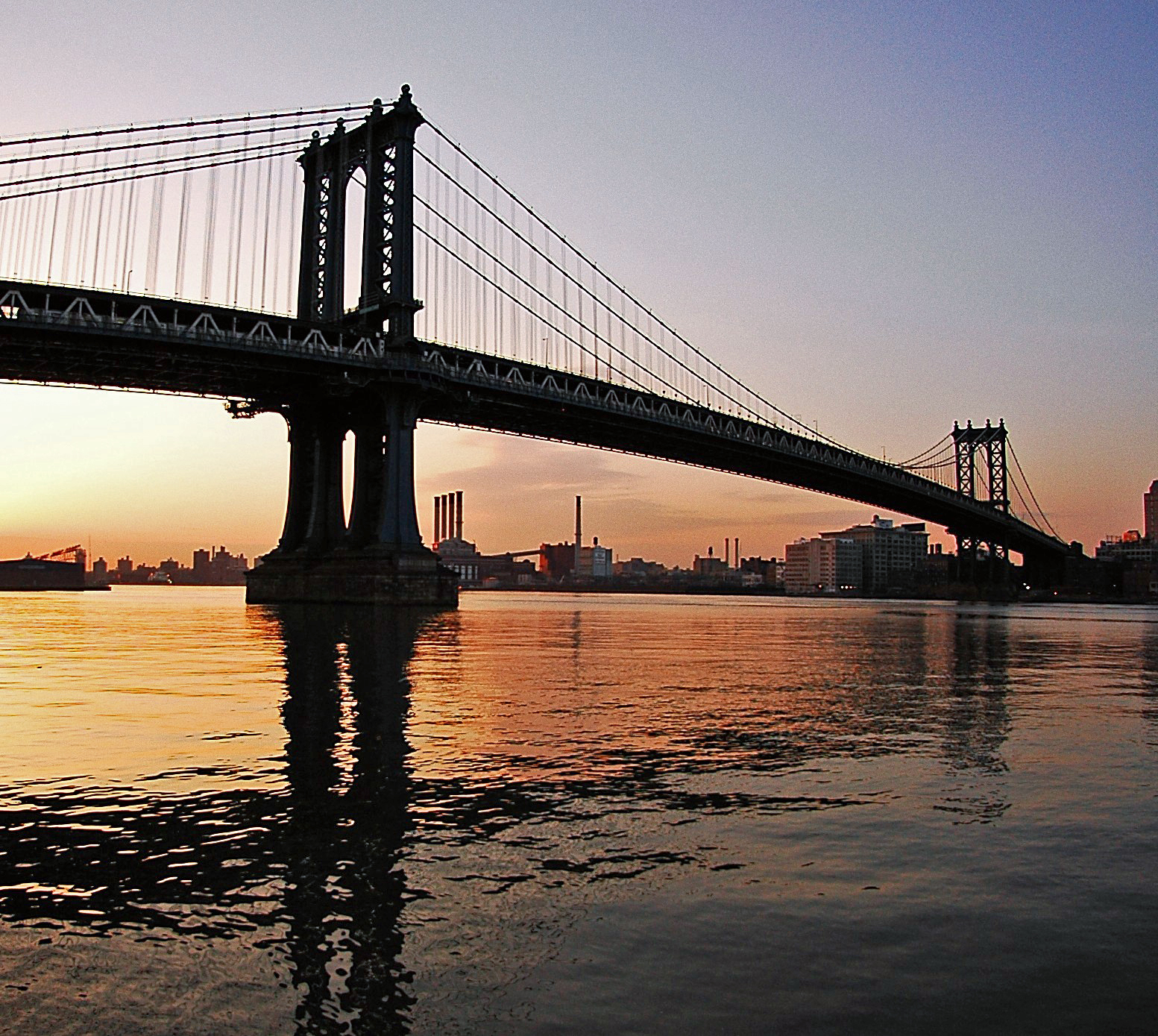
Puente del Manhattan al amanecer.

- TriBeCa.
- Distrito Financiero.
- Battery Park City.
- Battery Park.

## Legislación y gobierno
Como los otros condados contenidos en la ciudad de Nueva York, no hay gobierno condal, pero los juzgados condales y otras autoridades, como el fiscal del condado, sí existen. Cada distrito metropolitano en Nueva York elige un Presidente pero este cargo no tiene mucho poder, de facto.
La oficina del presidente del borough fue creada con la consolidación de los cinco condados, para equilibrar la balanza de estos, respecto del gobierno municipal central. Cada presidente del distrito tenía un cometido importante, por tener voto en el Junta de Estimación, de presentar y aprobar los presupuestos municipales y realizar las propuestas para la ordenación del territorio. En 1989, el Tribunal Supremo de los Estados Unidos declaró esta Junta inconstitucional, porque Brooklyn, el condado más poblado del municipio, no tenía más votos que Staten Island, el condado con menor población. Esto constituía una violación de la Cláusula de Protección de la Igualdad, recogida en la Decimocuarta Enmienda a la Constitución de los Estados Unidos, aprobada en 1866; según esta cláusula un estado de la unión no podrá implementar ninguna ley que limite los privilegios o inmunidades de un ciudadano estadounidense sin el debido proceso.
Las competencias de la Junta de Estimación fueron transferidas a la Junta de Concejales (City Council, con 51 miembros, encargado del poder legislativo en la ciudad), aumentando así el poder centralizado en el municipio neoyorquino. Manhattan tiene diez concejales en el New York City Council.
Desde 1990, el presidente del borough actúa como defensor de los intereses del condado ante las agencias de la alcaldía, las concejalías municipales, el gobierno estatal de Nueva York y las corporaciones. El presidente del distrito de Manhattan es Mark Levine.
El fiscal del Distrito de Nueva York (conocido como District Attorney o simplemente D.A., en el original inglés) es Robert M. Morgenthau.
También tiene 12 distritos administrativos, cada uno de ellos servido por una Junta de Comunidad local (Community Board). Estas Juntas son los cuerpos representativos que recogen las quejas ciudadanas y sirven como defensores de los residentes de su área, ante el Ayuntamiento.
Nueva York es oficialmente designado como la sede del condado de Nueva York, lo que es totalmente irrelevante para todos los efectos prácticos debido a que no hay otras ciudades o pueblos en el condado.

## Demografía

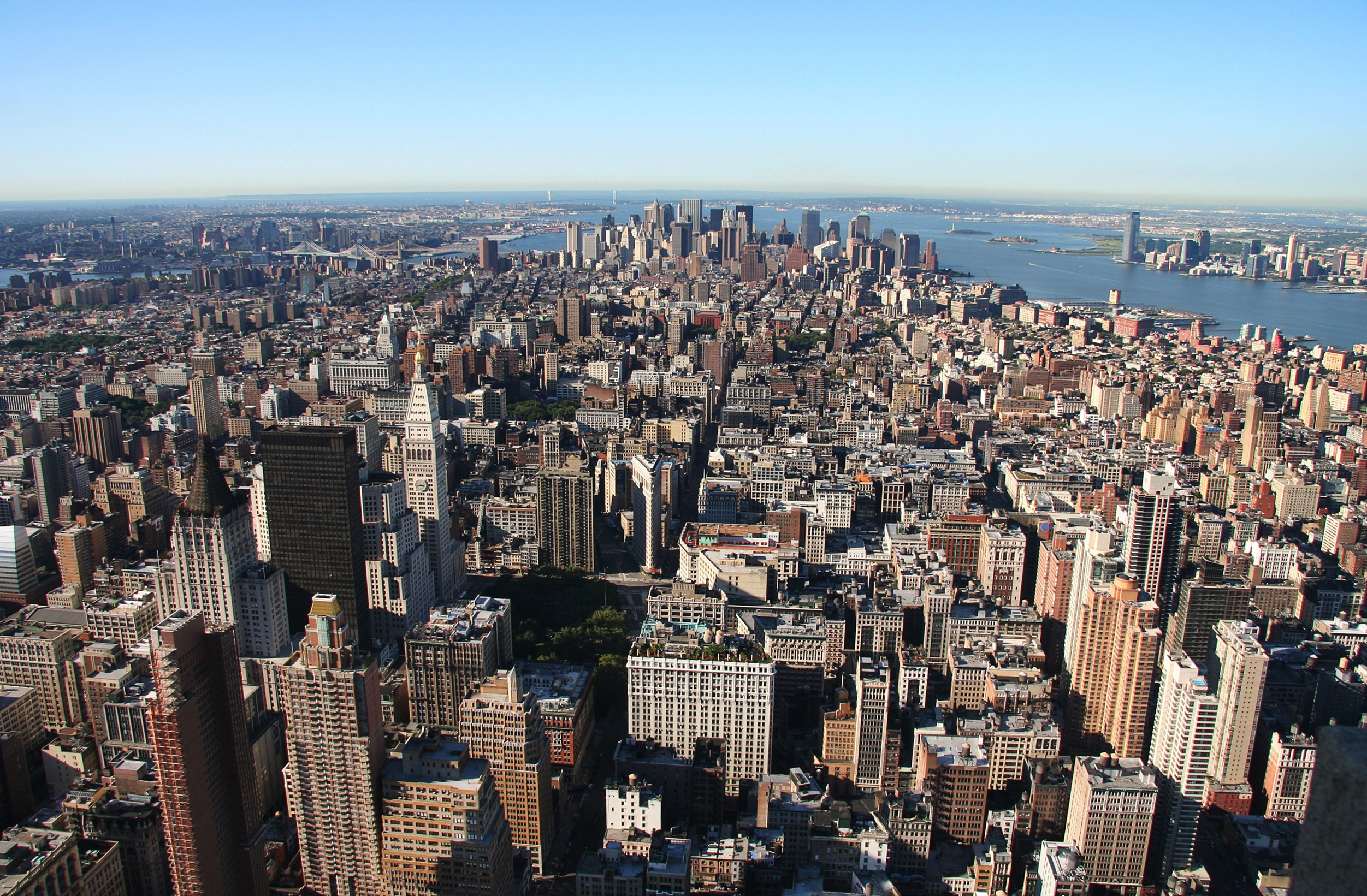
Manhattan visto desde el aire.

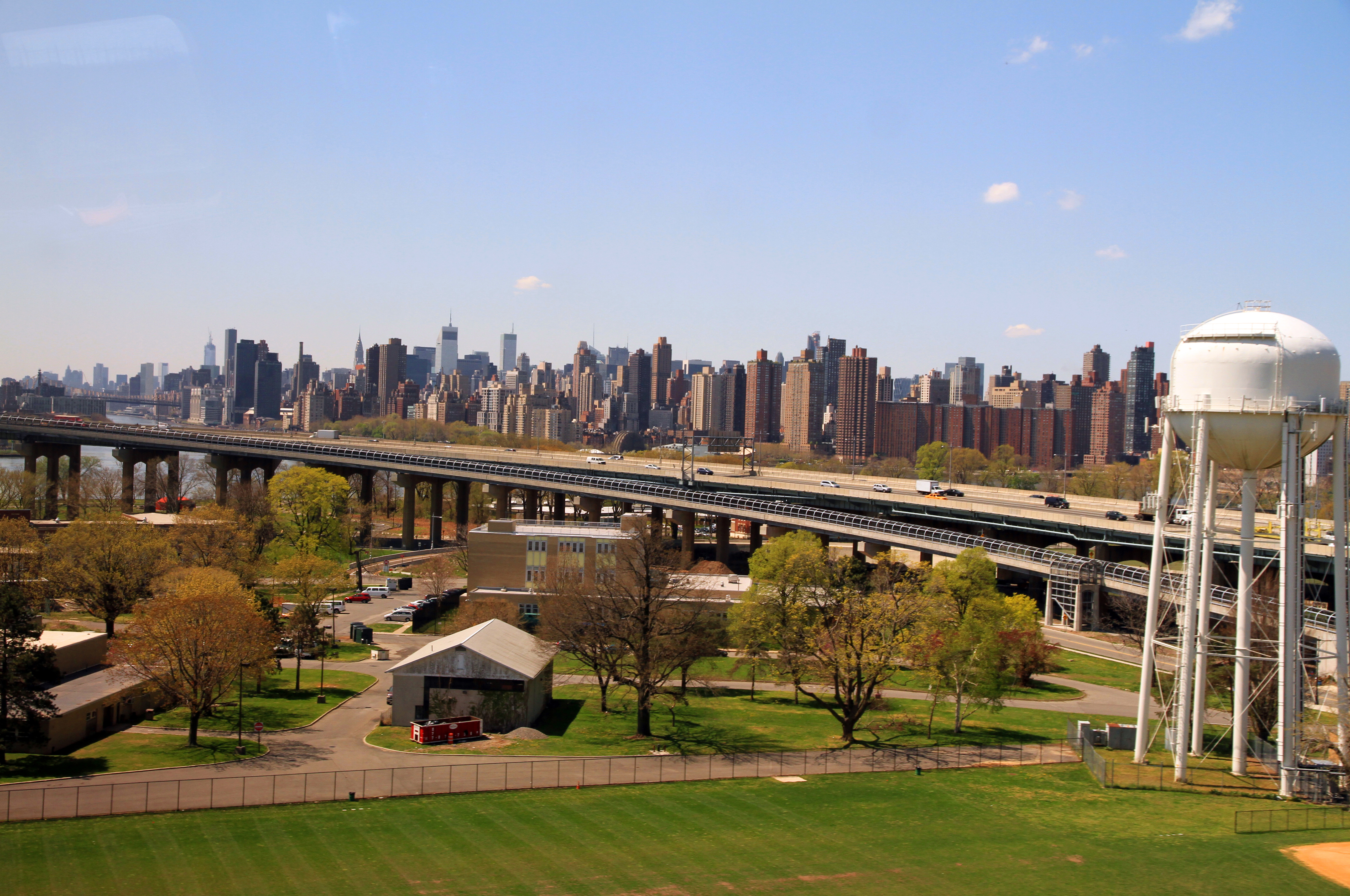
Vista de Manhattan desde el tren Amtrak, 2013

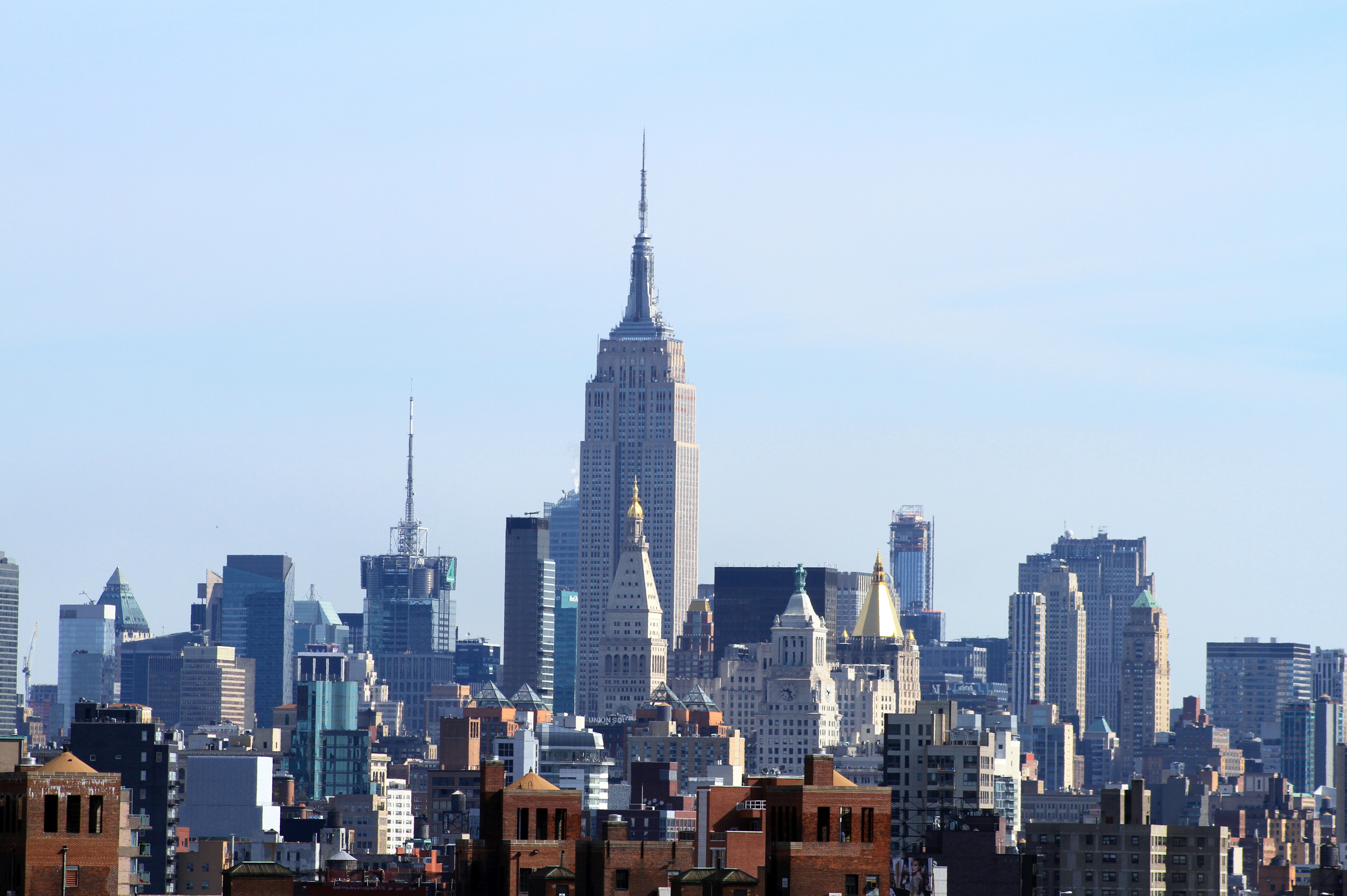
Vista de Manhattan desde el puente de Brooklyn, en el centro se puede observar el rascacielos Empire State Building, 2013

El condado de Manhattan es el más densamente poblado de los Estados Unidos. Al año 2000, había 1.537.195 personas, 738.644 cabezas de familia, y 302.105 familias residentes en el condado. La densidad de población es de 25.800 h./km². Hay unas 800.000 casas con una densidad de 13.400 v./km². La composición étnica del condado es de 54% blancos, 17% negros, 9% asiáticos, menos del 0,1% oceánicos o nativos americanos, 14,1% de otras etnias, y 4,1% mestizos. El 27% del total de la población son hispanos, que pueden ser de cualquier etnia (la mayoría es dominicana).
Hay 738.644 cabezas de familia, de los cuales el 17% tiene menores de edad a su cargo, el 25% son matrimonios que viven juntos, el 12% son mujeres solteras, y el 59% no son familias.
En el condado, el 16,8% de la población tiene menos de 18 años, 10% tiene entre 18 y 24 años, el 38% entre 25 y 44, el 22,6 % entre 45 y 64, y el 12 % tienen más de 65 años. El promedio de edad es de 36 años. Por cada 100 mujeres hay 90,3 hombres y por cada 100 mujeres menores de edad, hay 88 hombres.
El promedio anual de ingresos de un cabeza de familia es de 47.030 dólares estadounidenses, y el promedio de ingresos por familia es de 50.229 dólares. Los hombres tienen unos ingresos de alrededor de 51.000 frente a los 45.000 $ de las mujeres. El ingreso medio per cápita del condado es de 43.000. El 20% de la población y el 17,6% de las familias están por debajo del umbral de la pobreza. Del total de personas que viven en esta situación, el 32% son menores de edad y el 19 % tienen más de 65 años.

## Idioma
En Manhattan hay censados hablantes de aproximadamente 96 lenguas distintas. La mayoría de la población es de lengua inglesa, con un 59,1% de los hablantes. El español es la segunda lengua con un 24,9% de hablantes. El chino cuenta con un 5 % y el resto de idiomas no llega al 1% de hablantes. Aquello se debe a la inmigración de hispanos en Estados Unidos, siendo Nueva York una de sus principales opciones para radicarse.

## Educación
El Departamento de Educación de la Ciudad de Nueva York gestiona las escuelas públicas.
La Biblioteca Pública de Nueva York gestiona las bibliotecas públicas.

## Deporte
Manhattan tuvo tres equipos de grandes ligas de béisbol. Los New York Giants jugaron en Polo Grounds desde 1883 hasta 1957, cuando se mudaron a San Francisco. Los New York Yankees jugaron en Hilltop Park (con el nombre Highlanders), y en Polo Grounds desde 1913 hasta 1922, para luego mudarse al Bronx. Los New York Mets jugaron en Polo Grounds en 1962 y 1963, tras lo cual se mudaron a Queens.
El Madison Square Garden es un estadio cerrado que ha tenido cuatro versiones, inauguradas en 1879, 1890, 1925 y 1968. Fue la meca del boxeo profesional antes del surgimiento de Las Vegas. Además ha sido sede de los New York Rangers de hockey sobre hielo desde 1926, los New York Knicks de baloncesto masculino desde 1946, New York Liberty de baloncesto femenino desde 1997.
El Estadio Icahn, inaugurado en 2005, alberga el Grand Prix de atletismo de la Liga de Diamante. Asimismo, el último tramo de la maratón de Nueva York se corre en el Central Park de Manhattan.